# Another Eden
Another Eden : Le Chat au-delà du Temps et de l'Espace est un jeu vidéo de rôle free-to-play  développé par Wright Flyer Studios et publié par GREE, Inc. Le jeu présente la collaboration du scénariste Masato Kato et du compositeur de musique Yasunori Mitsuda qui ont tous deux travaillé sur Xenogears et la série des jeux de rôle des Chrono. Another Eden implique des éléments de voyage dans le temps, où les joueurs explorent différents points dans le temps. Il a été auto-publié et est sorti sur Android et iOS au Japon en avril 2017, puis dans le monde entier en 2019. Un portage pour la Nintendo Switch est également prévu.

## Système de jeu
Bien qu'il s'agisse d'un jeu mobile créé sur la plate-forme de GREE, le jeu est peu axé sur les interactions sociales et les bonus de connexion fréquemment trouvés sur cette plate-forme. Le jeu est en free to play, avec des achats à travers l'application pour obtenir des objets dans le jeu. Le jeu comporte un scénario principal en 26 chapitres, avec un gameplay qui fait voyager le joueur dans le temps à travers trois périodes principales; le passé, le présent, et le futur,.
Le jeu se joue principalement comme un JRPG à défilement horizontal, offrant parfois des mouvements entièrement en 3D. Le joueur manœuvre directement un personnage d'un endroit à l'autre et interagit avec des personnages non-joueur (PNJ) pour progresser dans le jeu. Les affrontements avec des ennemis se déroulent au tour par tour. Bien que de nouveaux personnages rejoignent l'équipe et se renforcent naturellement au cours du déroulement du jeu, le joueur peut dépenser de l'argent réel pour obtenir des objets et des personnages plus forts. Les « Pierre de Chronos », qui peuvent être obtenues naturellement en jouant au jeu, ou achetées par le biais d'achats dans l'application, permettent l'accès à la « Galerie des rêves ». Celle-ci permet d'obtenir des personnages et des objets plus forts aléatoirement dans un style gacha,.

## Intrigue
Le jeu met en scène Aldo, le protagoniste, et sa sœur Feinne. Le jeu les suit alors qu'un roi démon cherche à utiliser les capacités dormantes de Feinne pour effacer les humains du monde. Pendant un moment désespéré, alors qu'il ne parvient pas à sauver sa sœur, une distorsion dans l'espace-temps se produit dans l'air, et Aldo est téléporté 800 ans dans le futur.

## Développement et publication
Le développement du jeu a commencé au début de l'année 2015, avec une première annonce en Septembre 2015, lors du Tokyo Game Show de la même année. Le jeu a été révélé comme un nouveau projet par Masato Kato, qui avait écrit et réalisé Chrono Cross, et écrit des parties de Xenogears et Chrono Trigger. Le jeu a été développé par Wright Flyer Studios pour iOS et Android sur la plate-forme de GREE, Inc., avec Kato qui a réalisé et écrit le scénario et le script du jeu,. Kato a collaboré avec le producteur de GREE, Daisuke Takasaki, qui travaillait auparavant sur le jeu Puyo Puyo Quest. Ils partageaient la même vision de voir les choses: vouloir créé un JRPG plus traditionnel sur un appareil mobile, quelque chose que Takasaki a estimé que la plate-forme manquait généralement,. L'importance a été accordée à la liberté de mouvement sur les appareils sans boutons, ce que Takasaki estimait être mal ou pas du tout implémenté sur de nombreux RPG mobiles. Les graphismes ont été conservés en deux dimensions pour s'adapter à la grande portée du jeu, les graphismes 2D étant moins chers et plus faciles à créer sur une plus grande échelle. C'était nécessaire pour réaliser l'étendue de l'histoire du jeu de Kato. Similaire à la série des Chrono, le jeu est centré sur le voyage dans le temps. De plus, un thème "jour et nuit" est également dans le jeu,.
La musique originale du jeu a été composée principalement par Shunsuke Tsuchiya et Mariam Abounnasr, avec le thème d'ouverture et quelques morceaux supplémentaires de Yasunori Mitsuda, qui avait déjà travaillé avec Kato sur Xenogears et la série des Chrono,,. Au début, l'équipe de développement n'était pas certaine de savoir si oui ou non la création des voix (doublage) devait être intégré au jeu. Après l'envoi d'un questionnaire impromptu aux fans, plus de 70 % d'entre eux étaient en faveur de son inclusion. L'équipe a alors décidé de l'accepter. Cependant, comme le jeu est sur plates-formes mobiles, il y a des limites. Ainsi, il ne s'agit que d'un doublage partiel, et non d'un doublage complet pour chaque scène. Le 27 septembre 2017, Procyon Studio, le label de musique de Mitsuda, sort une bande originale officielle de deux disques.
Le jeu visait initialement une sortie à la mi-2016,, mais a été repoussé au 12 avril 2017,. Avant la sortie du jeu, une inscription pour une Bêta-test fermée de 1 000 participants a eu lieu à la fin février 2017 et a duré une semaine en mars 2017. Après sa sortie, le jeu a reçu un soutien publicitaire et promotionnel à grande échelle de la part de GREE, y compris des mises à jour régulières ajoutant du nouveau contenu de gameplay. Il a d'abord été publié en anglais dans certains pays le 28 janvier 2019, puis dans d'autres régions le 26 juin 2019,,. En outre, un port pour la Nintendo Switch est prévu,

## Réception
RPG Site a fait l'éloge de la sortie japonaise originale du jeu, déclarant que malgré le fait que le jeu soit sur les appareils mobiles, il se jouait toujours comme un « RPG traditionnel amusant » et qu'on pouvait « à peine l'appeler comme étant un jeu free-to-play. Les pièges ennuyeux (comme l'endurance et les temps minimum pour réaliser des objectifs) sont presque inexistants ». Ils ont également fait l'éloge des graphismes, de la bande-son et des mises à jour du jeu après sa sortie.